# José Luís Gerardo Ponce de León
José Luís Gerardo Ponce de León IMC (ur. 8 maja 1961 w Buenos Aires) – argentyński duchowny katolicki, biskup Manzini w Eswatini od 2014.

## Życiorys
W dniu 9 stycznia 1983 roku wstąpił do zgromadzenia Misjonarzy Konsolaty. W dniu 28 grudnia 1985 roku złożył śluby zakonne. Święcenia kapłańskie otrzymał w dniu 2 sierpnia 1986. Po święceniach został duszpasterzem powołań zakonnych, zaś w 1994 wyjechał do Republiki Południowej Afryki i pracował w tamtejszych parafiach zakonnych. W latach 1999–2004 był przełożonym zakonnej misji południowoafrykańskiej, zaś w latach 2006-2008 był sekretarzem generalnym zgromadzenia.
24 listopada 2008 papież Benedykt XVI mianował go wikariuszem apostolskim Ingwavumy w Republice Południowej Afryki z tytularną stolicą Maturba. Sakry biskupiej udzielił mu 18 kwietnia 2009 tytularny arcybiskup Altinum – James Green. W dniu 29 listopada 2013 roku został mianowany przez papieża Franciszka biskupem Manzini w Suazi i administratorem apostolskim Ingwavumy, zaś 26 stycznia 2014 kanonicznie objął urząd ordynariusza. Funkcję administratora Ingwavumy pełnił do 2016.